# Isabela (Portoryko)
Isabela – miasto w Portoryko. Zostało założone w 1818. Jest siedzibą gminy Isabela. Według danych szacunkowych na rok 2000 liczy 44 444 mieszkańców. Burmistrzem miasta jest Hon. Carlos "Charlie" Delgado Altieri.